# Elecciones legislativas de Costa Rica de 1946
Las elecciones parlamentarias de Costa Rica de medio período se realizaron el 10 de febrero de 1946 para renovar parte del Congreso Constitucional. Como en las presidenciales dos años antes, hubo dos bloques claramente diferenciados; la alianza oficialista del calderonista Partido Republicano Nacional y el izquierdista Vanguardia Popular por un lado y el Partido Demócrata que representaba a la mayor parte de la oposición por el otro.
Vanguardia presentó una papeleta separada de diputados en San José y conjunta al Republicano en Limón, pero en las demás sus partidarios apoyaron las papeletas republicanas. Los candidatos en los primeros lugares por San José de la izquierda fueron; Manuel Mora Valverde, Arnoldo Ferreto Segura, Rodolfo Guzmán y Rómulo Salas.
Otros partidos menores que participaron sin obtener escaños fueron; la Unión Anticomunista liderada por Raúl Villalón Montero y Arnoldo Murillo Montes de Oca quienes antes habían intentado sin éxito fundar un partido republicano alternativo.

## Campaña
La oposición enfocaba su campaña en un furibundo anticomunismo augurando que, de no darse un cambio pronto, Costa Rica caería bajo la dictadura soviética. A la inversa, el oficialismo continuaba resaltando sus logros sociales y acusaba a la oposición de ser fascista. 
Los ánimos se exaltaron cada vez más y los enfrentamientos entre partidarios de la oposición y del gobierno se tornaron violentos, con enfrentamientos el 2 de febrero en Pavas, Puriscal, Goicoechea y Escazú, dejando varios heridos y un muerto.

## Resultados
Los republicanos obtienen 52,044 para un 50% mientras los demócratas cosechan 42,860 para un 41% y los comunistas obtienen 5,577 para un 5%. Naturalmente se alzan acusaciones de irregularidades electorales por parte de la oposición, pero aun sin estas, era claro que el respaldo popular al gobierno iba reduciéndose. Existieron algunas negociaciones entre el gobierno encabezado por Teodoro Picado Michalski y la oposición liderada por León Cortés Castro para lograr una salida pacífica, pues ya se escuchaban llamados a la guerra civil, las cuales parecían incluir como condición la ruptura del gobierno con los comunistas. En todo caso, la sorpresiva muerte de Cortés en marzo de 1946 puso fin a las mismas.
| Partido político | Partido político                                                  | Votos obtenidos |
| ---------------- | ----------------------------------------------------------------- | --------------- |
|                  | Partido Republicano Nacional                                      | 52,044          |
|                  | Partido Demócrata                                                 | 42,860          |
|                  | Partido Vanguardia Popular                                        | 5,577           |
|                  | Otros: (Anticomunista, Abstencionista, Republicano Independiente) | 2,288           |